# شین ریس
شین ریس (به انگلیسی: Shayne Reese) (زادهٔ ۱۵ سپتامبر ۱۹۸۲) شناگر اهل استرالیا است.